# Piper macbrideanum
Piper macbrideanum är en pepparväxtart som beskrevs av William Trelease. Piper macbrideanum ingår i släktet Piper och familjen pepparväxter. Inga underarter finns listade i Catalogue of Life.